# 高镜莹
高镜莹（1901年—1995年），男，天津人，中国水利专家，曾任中国水利学会副理事长，第三届全国人大代表，第五、六届全国政协委员。